# Rotón

Relación de dispersión de rotón, mostrando la energía de la cuasipartícula E(p) como una función del momento p. Una cuasipartícula con momento generado en el mínimo local de energía se llama un rotón

En física teórica, un rotón es una excitación elemental, o cuasipartícula, observada en helio-4 superfluido y condensados de Bose-Einstein con interacciones dipolares de largo alcance o acoplamiento espín-órbita. La relación de dispersión de las excitaciones elementales en este superfluido muestra un aumento lineal desde el origen, pero exhibe primero un máximo y luego un mínimo en energía a medida que aumenta el momento. Las excitaciones con momentos en la región lineal se denominan fonones; las que tienen momentos cercanos al mínimo se denominan rotones. Las excitaciones con momentos cercanos al máximo se denominan maxóns.
El término "roton-like" también se utiliza para los valores propios predichos en metamateriales 3D que utilizan el acoplamiento más allá del vecino más próximo. La observación de dicha relación de dispersión "roton-like" se demostró en condiciones ambientales tanto para ondas de presión acústica en un metamaterial basado en canales a frecuencias audibles como para ondas elásticas transversales en un metamaterial a microescala a frecuencias de ultrasonidos.

## Modelos
Originalmente, el espectro rotón fue introducido fenomenológicamente por Lev Landau en 1947. Actualmente existen modelos que intentan explicar el espectro de rotón con diversos grados de éxito y fundamentación. El requisito para cualquier modelo de este tipo es que debe explicar no sólo la forma del espectro en sí, sino también otros observables relacionados, como la velocidad del sonido y el factor de estructura del helio-4 superfluido.  Se han realizado espectroscopias de microondas y de Bragg en helio para estudiar el espectro del rotón.

## Condensación de Bose-Einstein
También se ha propuesto y estudiado la condensación de Bose-Einstein de rotones. Su primera detección se ha notificado en 2018. En condiciones específicas, el mínimo de rotón da lugar a una estructura similar al sólido cristalino denominada supersólido, como se ha demostrado en experimentos realizados a partir de 2019.